# Iridomyrmex oblongiceps
Iridomyrmex oblongiceps är en myrart som beskrevs av Wheeler 1915. Iridomyrmex oblongiceps ingår i släktet Iridomyrmex och familjen myror. Inga underarter finns listade i Catalogue of Life.